# Lápis (farmácia)
Em farmácia, um lápis é uma forma farmacêutica caracterizada por ser sólida, de uso tópico, sob forma cônica ou cilíndrica. A constituição do lápis pode ter um ou mais princípios ativos, dispersos em excipientes simples ou compostos, onde o processo de fusão ocorre em temperatura corporal, ou então, é solúvel.